# Cette Afrique là !
Cette Afrique-là !,  est un roman de Jean Ikelle Matiba . Paru en 1963 aux éditions Présence africaine , l’œuvre reçoit le grand prix littéraire d’Afrique noire en 1963. 